# 戴颙 (南朝)
戴颙（378年—441年），字仲若，譙郡铚縣（今安徽省宿州市西）人，东晋、南朝宋隐士。
父亲戴逵，兄名戴勃，都隱居遁世而有盛名。戴颙十六歲時，因父亡過於悲痛，幾乎喪生，這樣一來他長期體弱多病。因父親隱居不做官，他也繼承父親的事業，不入仕途。其父擅長彈琴和書法，戴颙都得到傳授，所有各種曲調，都能演奏。會稽郡剡縣有很多名山，因此他家世代居住剡地。戴顆和兄長戴勃，同在父親指導下學習琴技，父親死後，他們不忍心再彈奏父親所傳的樂曲，於是各自創作新曲。戴勃有五部，戴颙有十五部。戴颙後來又創作了一部長調，這些樂曲都在社會上流傳。中書令王綏曾經携帶賓客去拜訪他們，當時戴勃等人正在吃豆粥，王綏就説:“聽説你們很會彈琴，我想聽聽看。”弟兄倆不回答他，王綏懷恨而去。
桐廬縣又有很多名山，兄弟倆又一同去游覽，後來也就留在那裹長住下來了。戴勃患了疾病，没有錢看病吃藥，戴颙對戴勃説:“我跟隨兄長閑居不仕，并不是有心默默無聞。如今兄长病重，没有錢可供醫療調治，我應當求官得禄來幫助度過難關。”於是向朝廷請求任海虞縣令，事情即將辦成，戴勃却死了，於是戴颙就不去當縣令了。桐廬縣偏僻遥遠，不利於養病，戴顯就到吴縣居住。吴縣的士人共同爲他修建房舍，堆積山石，引導流水，種植林木，開闢溪澗，不多時樹木都長的很茂密，如同天然的環境。戴颙於是在此闡明講述莊周思想的要領，寫作《逍遥論》，注釋《禮記·中庸》篇。三吴的守將和郡内的官員名流邀請他同去野外河澤游玩，他能去則去，并不故作清高，輿論因此很稱赞他。
刘裕任命他爲太尉行參軍，琅邪王的司馬屬，都不就職。宋國剛建立，朝廷頒布命令説:“前太尉參軍戴颙、隱士韋玄，持秉節操，幽居隱遁，堅守志向，始終不渝，應當加以表彰引用，以弘揚隱退的高行。均可任命爲散騎侍郎，位在通直。”他没有應命。宋文帝元嘉二年（425年），下詔書:“新任命的通直散騎侍郎戴颙、太子舍人宗炳，都志在隱居，不求仕進，恬静的節操，持久不變。可任命戴颙为國子博士，宗炳为通直散騎侍郎。”太子東宫建立，戴颙又被徵召马太子中庶子。元嘉十五年（438年），聘任爲散騎常侍，都不就職。
衡陽王刘義季镇守京口，長史張邵與戴颙有姻親關係，把他接到黄鵠山居住。山北有竹林精舍，山林澗水景色優美，戴颙常在澗邊歇息游玩，刘義季經常随他出游，他照舊穿着野居的粗服，不改平常的儀表風度。他給刘義季彈琴，都是創新的曲調。所創作的三首曲調《遊弦》《廣陵》《止息》等，都與世上流傳的曲調不同。宋文帝常想召見他，對黄門侍郎張敷説:“等我東巡的時候，將到戴公的山上設宴。”因他愛好音樂，文帝長期供應他正聲伎樂一部。戴颙合并《何嘗》《白鵠》二聲，成爲一個曲調，其風格非常清高曠遠。自從西漢起開始有佛像傳入，但形體製作不精，戴颙的父親戴逵特别擅長雕塑，戴颙也參預製作。宋太子刘劭在瓦官寺鑄造了一丈六尺高的銅像，鑄成後，佛像的臉形嫌瘦，鑄工不能修治，於是迎請戴颙去察看。戴颙看後説:“不是臉瘦，衹是肩臂過肥罷了。”用銼修肩臂後，臉瘦的缺陷便立即消除了，大家没有不佩服的。戴颙於元嘉十八年（441年）去世，時年六十四歲。無子。待景陽山的景觀修好，戴颙已不在人世，宋文帝嘆息説:“遗憾不能讓戴顯親眼看看。”